# Чёрный эму
Чёрный эму (лат. Dromaius novaehollandiae minor) — вымершая нелетающая птица из отряда казуарообразных, подвид эму, обитавший на острове Кинг в Бассовом проливе между Австралией и Тасманией. Его ближайшим родственником возможно является вымерший подвид тасманийский эму, поскольку эти подвиды принадлежали к единой популяции менее 14 000 лет назад, когда Тасмания и остров Кинг ещё были соединены друг с другом. Небольшой размер чёрного эму возможно является примером островной карликовости.
Этот подвид был самым маленьким из всех эму и имел более тёмное оперение, чем материковые особи. Птица имела чёрно-коричневое оперение и синий роговой слой на шее, однако и у островного, и у материкового представителя птенцы были полосатыми. Вид отличался от миниатюрного чёрного эму по ряду остеологических признаков, в том числе и размеру. По поведению подвид с острова Кинг вероятно не сильно отличался от материкового эму. Птицы собирались в стаи во время поиска пищи или размножения. Питались ягодами, травами и водорослями. Бегали птицы очень быстро и могли защищать себя ударами ног. Гнездо было неглубоким и состояло из сухих листьев и мха. Откладывались семь или девять яиц, которые насиживали оба родителя.
Европейцы открыли этот подвид в 1802 году во время первых экспедиции на остров, и большинство фактов о живой птице известны из интервью французского натуралиста Франсуа Перона, проводником которого являлся охотник за тюленями. Перон прибыл в 1802 году во время экспедиции Николя Бодена и в 1804 году во Францию было отправлено несколько живых особей и чучел подвидов с островов Кинг и Кенгуру. Две живые особи с острова Кинг находились в Саду растений, а остатки этих и других птиц в настоящее время хранятся в различных музеях Европы. В бортовых журналах экспедиции не указывалось, с какого острова была каждая пойманная птица и какого она вида, поэтому их таксономическое положение более чем столетие оставалось неясным. Воздействие со стороны охотников и пожаров, вызванных первыми поселенцами, скорее всего, и привело популяцию к вымиранию в 1805 году. Две пойманные особи умерли в Париже в 1822 году, которые возможно были последними в своём роде.

## Таксономия
Относительно таксономического и географического происхождения малых эму с острова Кинг и Кенгуру была долгая путаница, поскольку во Францию особей обеих популяций привезли с одной и той же французской экспедиции в Австралию в начале 1800-х годов. Ясно бортовые журналы экспедиции не указывали, где и откуда были пойманы маленькие особи эму. Это впоследствии привело к появлению множества надуманных биномиальных названий, многие из которых имели сомнительную базу, заключавшуюся в том, что все экспонаты были родом с острова Кенгуру. Кроме того, в 1914 году Брейзил утверждал, что экспедиция не сталкивалась с эму на острове Кинг, поскольку погода для экспедиции на острове была очень плохой. В то же время французы также ссылались на эму и казуаров под именем casoars, что привело к дальнейшей путанице.
В 1917 году Луи Жан-Пьер Вьейо впервые ввёл для птицы биномиальное имя Dromaius ater. В 1906 году Уолтер Болдуин Спенсер дал птице название Dromaius minor, опираясь на субфоссилии костей плейстоценовой эры и яичную скорлупу, найденную на острове Кинг том же году, полагая, что они — первые вещественные доказательства происхождения чёрного эму. Чуть позже Уильям Винсент Легге для этих останков дал название Dromaius bassi. В своей книге 1907 года под названием «Вымершие птицы» Уолтер Ротшильд утверждал, что описание Вьейо фактически относится к материковому эму, биномиальное имя которого Dromaius ater было занято. Предположив, что шкурка, принадлежащая Национальному музею естественной истории, родом с острова Кенгуру, он создал номенклатурный тип нового вида Dromaius peroni, названного в честь французского натуралиста Франсуа Перона, работы которого являются основным источником информации о живой птице.
Австралийский орнитолог-любитель Грегори Мэтьюс в начале 1910-х годов дал другие имена, в том числе новое название рода Peronista, поскольку считал, что островные птицы генетически отличались от материковых эму. Более поздние авторы утверждали, что субфоссилии, найденные островах Кинг и Кенгуру не значительно отличались друг от друга, и таким образом, они принадлежали одному и тому же таксону. В 1959 году французский орнитолог Кристиан Жуанин, ознакомившись с документами экспедиции и музея, предположил, что на самом деле ни одна из шкур не с острова Кенгуру. В 1990 году Жуанин и Жан-Кристоф Балуе провели экологическую экспертизу, чтобы доказать, что установленная шкура в Париже или, по крайней мере, одна живая особь были доставлены с острова Кинг. Все научные названия, данные подвиду с острова Кенгуру, таким образом, базировались на образцах с острова Кинг или оказывались невалидными, оставляя вид без имени. Более поздние субфоссилии и последующие исследования островных подвидов, особенно Шейном Паркером в 1984 году, подтвердили их раздельное географическое происхождение и заметную морфологию. Паркер назвал подвид с острова Кенгуру Dromaius novaehollandiae baudinianus в честь организатора французской экспедиции.
Помимо размеров, существуют другие морфологические различия вымерших островных подвидов от материковых, однако наиболее часто все три таксона рассматриваются как отдельные виды. В 2011 году анализ ядерной и митохондриальной ДНК, извлечённых из пяти останков костей подвида с острова Кинг, показал, что их генетические различия не сильно отличаются от существующих материковых эму. Таким образом, таксономическое положение птицы объяснялось биологической спецификой с материковым эму, и вид был переквалифицирован в качестве подвида Dromaius novaehollandiae minor. Другие животные, существующие на острове Кинг, также рассматриваются в качестве подвидов материковых или тасманийских сородичей, а не отдельных видов. Авторы предполагают, что дальнейшие методы исследования, возможно, позволят найти отличия у таксонов.

### Эволюция вида
В конце четвертичного периода (0,7 млн лет назад) маленькие эму обитали на ряде прибрежных островов материковой Австралия. Помимо чёрного эму, среди них были таксоны с острова Кенгуру (D. baudinianus) и Тасмании (D. n. diemenensis), все из которых уже вымерли. Популяция самого маленького таксона, чёрного эму, была ограничена небольшим островом, расположенным в Бассовом проливе между Тасманией и Викторией, в 100 км от обоих берегов. Остров Кинг когда-то был частью сухопутного моста, который соединял Тасманию и Австралию, но после повышения уровня моря в результате последнего ледникового максимума он оказался изолированным. В результате модификационной изменчивости популяция чёрного эму подверглась процессу островной карликовости.
По мнению авторов генетического исследования 2011 года родство между чёрным и австралийским эму указывает на то, что в результате изменения уровня моря в Бассовом проливе популяция первого вида от второго оказалась изолированной сравнительно недавно, в отличие от теории эффекта основателя, согласно которой островные сородичи отделились от материковых намного раньше, и впоследствии вымерли на материке. Изменение уровня моря указывают на то, что Тасмания и остров Кинг отделились от Австралии примерно 14 000 лет назад. Спустя несколько тысяч лет остров Кинг отделился от Тасмании.
Этот сценарий предполагал бы, что предки и тасманийского, и чёрного эму изначально были изолированы от австралийского таксона, а затем отделились друг от друга. Это, в свою очередь, указывает на то, что подобным образом вымерший тасманийский таксон вероятно имел близкое родство как с обычным, так и с чёрным эму. Ископаемые останки среди обыкновенных и чёрных эму имели средние размеры. Таким образом, материковый эму может рассматриваться в качестве большой или гигантской формы малых подвидов.

## Описание
Чёрный эму был самым маленьким среди эму и имел примерно половину размеров материковой птицы. Птица была около 87 см в высоту. Согласно интервью Франсуа Перона с местным охотником на тюленей, самые крупные особи были до 137 см в длину, а самые тяжёлые весили от 20 до 23 кг. Птица имела тёмную окраску с широкими чёрными перьями на шее, голове и туловище, которые сливались с коричневым оттенком. Клюв и ноги были чёрными, а серёжки на шее — синими. Исследования 2011 года не выявили генов, обычно отвечающих за меланизм птицы, поэтому предполагается, что тёмная окраска может быть из-за других генетических или не генетических факторов. Перон заявил, что между полами было небольшое различие, которое было связано с более яркой окраской и чуть большими размерами самца. Молодые особи были серыми, в то время как птенцы были полосатыми как и у других эму. В окраске оперения сезонных изменений не наблюдалось. Самки материковых эму в среднем больше, чем самцы, и во время брачного сезона имеют яркое оперение вопреки норме у других видов птиц, хотя некоторые из этих наблюдений основывались на ошибочной конвенциональной мудрости.
Субфоссилии чёрного эму показали, что берцовая кость была около 330 мм, а бедренная кость — 180 мм в длину. Таз был 280 мм в длину, его передняя часть — 64 мм в ширину, а его задняя часть — 86 мм в ширину. Цевка составляла 232 мм в длину. Голень у самцов и самок, соответственно, были в среднем 261 мм и 301 мм. Размеры тех же костей у подвида с острова Кенгуру составляли 269 мм и 305 мм. Помимо этого, чёрный эму отличался от подвида с острова Кенгуру внутренней остеологией шарнирного сустава цевки, который, как правило, либо полностью, либо частично сжимается. Центральная часть наружной головки суставного конца кости у подвида с острова Кенгуру была более вогнутой, в то время, как у чёрного эму они шла параллельно.
Чёрный и материковый эму, помимо разных размеров, имели несколько морфологических отличий. Мэтьюс заявил, что ноги и клюв были короче, чем у материковых эму, но пальцы были почти одинаковой длины. Плюсна чёрного эму также была в три раза длиннее кульмана, в то время как у материкового эму она была в четыре раза больше. Ранними предложенными дополнительными признаками, которые якобы отличали эту птицу от материковых эму, были дистальное отверстие цевки и контур черепа. Тем не менее, дистальное отверстие, как известно, изменяется у материковых эму, демонстрируя частичное отличие юных особей от взрослых и таксономически является, таким образом, незначительным. То же самое касается контура черепа, который у чёрного эму имеет более куполообразную форму, особенности которой также наблюдаются у юных особей материковых эму.

## Поведение и среда обитания
Интервью Перона описывает некоторые аспекты поведения чёрного эму. Он пишет, что птицы вели, как правило, одиночный образ жизни, но в период размножения собирались в стаи по десять-двадцать особей, а затем распределялись по парам. Они ели ягоды, травы и водоросли, а также добывали еду в основном в утреннее и вечернее время. Птицы быстро бегали, но из-за жира, по-видимому, были медленнее, чем материковые эму. Птицы хорошо плавали, но пользовались этой возможностью при необходимости. Сообщается, что им нравились тени лагун и береговых линий, а не открытые места. Птицы для нанесения урона друг другу использовали когти. Если птице не удавалось убежать от охотничьих собак, она стала бы защищаться ногами, которые могли нанести большой вред .
Капитан Мэтью Флиндерс, когда посещал остров Кинг в 1802 году, с эму не встречался, но его натуралист Роберт Браун видел их помёт и отметил, что птицы в основном питлись ягодами растения Leptecophylla juniperina. Запись английского орнитолога Джона Лэтэма о «Казуаре Ван Димена» также может относиться к чёрному эму, основой которой служит описание небольшого размера птицы. Кроме того, в записке утверждалось, что птицы в одной местности собирались в группы от 70 до 80 особей во время поиска корма. Подобное поведение птицы в своих целях использовали охотники.
Перон заявил, что гнездо, как правило, находилось рядом с водой и на земле в тени куста. Неглубокое гнездо овальной формы строилось из веток и наполнялось засохшими листьями и мхом. Перон утверждал, что всегда с 25 на 26 июля птица откладывала от семи до девяти яиц, однако селективное преимущество данного способа размножения неизвестно. Высиживала яйца самка, однако в воспитании птенцов также очевидно принимал участие и самец. Кроме того, особь, которая не высиживала яйца, оставалась у гнезда, а птенцы после вылупления покидали гнездо через два-три дня. Перон в своих записях также указал инкубационный период, который длился пять или шесть недель. По сравнению с материковым эму, инкубационный период которого длится 50—60 дней, этот срок считается слишком коротким. Он также заявил, что самка эму своим клювом защищала своё потомство от ворон, хотя подобная черта поведения, как теперь известно, была присуща самцам.

## Чёрный эму и человек
Чёрные эму были впервые упомянуты европейцами, когда корабль Леди Нельсон во главе с Джоном Мюрреем посетил остров в январе 1802 года. С этого времени птица эпизодически, но не подробно упоминалась путешественниками. Позже в 1802 году во время французской экспедиции у побережья Австралии остров Кинг посетил капитан Николя Боден. На борту двух кораблей, Натуралист и Географ, участвовавших в экспедиции, находились естествоиспытатели, которые описывали местную дикую природу. Одним из них был Франсуа Перон, который побывал на острове Кинг и был последним человеком, описавшим чёрного эму в дикой природе. По одной из версий Перон и его соратники в результате шторма оказались на острове и попросили укрытия у охотников за тюленями. Охотники подавали мясо эму, вкус которого Перон описал подходящим эпитетом: «наполовину индюк, наполовину молодой поросёнок».
На острове Перон не проводил каких-либо наблюдений, которые могли бы объяснить, почему он описал их, ссылаясь на размеры материковых птиц. Вместо них в настоящее время большинство фактов о чёрном эму находится в опроснике из 33 пунктов, который Перон использовал для интервью о птице с местным английским охотником за тюленями Даниэлом Купером. В рамках запроса к властям на получение экспедицией полезных растений и животных Перон спросил, можно ли разводить и откармливать эму в неволе, и получил самые разнообразные кулинарные рецепты. Опросник Перона оставался неопубликованным до 1899 года, и, таким образом, мало что было известно о живой птице до этого.

### Привезённые особи
Во Францию экспедицией было доставлено несколько живых и мёртвых экземпляров разных подвидов эму. Некоторые из них в настоящее время находятся в европейских музеях. В июне 1803 года корабль «Натуралист» доставил во Францию один живой экземпляр и одно чучело материкового эму. На корабль «Географ» попали эму и с острова Кинг, и с острова Кенгуру, и, по крайней мере, две живые особи чёрного эму, предположительно самец и самка, были доставлены во Францию в марте 1804 года. Этот корабль также привёз пять чучел юных особей, собранных с разных островов. Два экземпляра, происхождение которых неизвестно, в настоящее время хранятся в Париже и Турине, в то время как остальные были утеряны.
«Самка» скончалась в апреле 1822 года, чучело которой в настоящее время находится в Национальном музее естественной истории в Париже. «Самец» умер в мае 1822 года, и в том же музее хранится его скелет. Перед смертью, птицы сначала находились в зверинце императрицы Жозефины, а затем переехали в сад растений. Парижский экспонат имеет несколько костей, но без таза, который является индикатором пола, поэтому предполагаемое наличие самки является неподтверждённым. Перон отметил, что малые эму, доставленные во Францию, отличались от материковых особей, хотя и не указывалось с какого они были острова и какие имели признаки, поэтому их происхождение оставалось неизвестным более чем сто лет. Перо парижского экземпляра было подарено Тасманийскому музею, и является в настоящее время единственным экземпляром, однозначно принадлежащим этому виду.
Во Флорентийском музее естественной истории есть скелет, который был получен с неверной маркировкой «казуар» из Франции в 1833 году. В 1900 году после опознания вида неверная маркировка была исправлена итальянским зоологом Энрико Гиглиоли. Некоторые элементы этого скелета либо отсутствуют, либо заменены их деревянными копиями. Его правая плюсна была повреждена птицей при жизни, а во время лечения неправильно срослась. Предполагалось, что скелет принадлежит самцу, но в настоящее время известно, что создан из костей двух особей. Считалось, что четвёртый экспонат находился в Ливерпульском музее, хотя возможно он являлся молодой особью эму. Кроме чучел чёрных эму, доставленных во Францию, в 1803 году были также привезены ещё несколько известных экземпляров из Австралии, судьба которых неизвестна.

### Современные описания
Трёхтомный отчёт 1807 года с экспедиции Перона «Путешествие в Австралию» содержит иллюстрацию (36 гравюра) «казуаров» Шарля Александра Лесюёра, который был резидентом художника во время экспедиции Бодена. В заголовке сообщалось о птицах с острова «Иль Декрэ» (французское название острова Кенгуру), однако что изображено в иллюстрации на самом деле неясно. Две взрослые птицы, обозначенные как самец и самка одного вида, находятся в окружении птенцов. Семейная группа показана неправдоподобно, так как гнездящаяся пара эму распадается после того, как самец начинает высиживать яйца. Предварительные эскизы Лесюёра также указывают на то, что на них нарисованы невольные особи из Садаdes растений, а не дикие, за которыми в течение длительного времени трудно было бы наблюдать.
Австралийский музейный куратор Стефани Пфеннигверт вместо предположения о том, что более крупный со светлым хохолком «самец» был, на самом деле, срисован с пойманного подвида, жившего на острове Кенгуру, а маленькая тёмная «самка» является чёрным эму, она объявила описание фиктивным, а пол птиц неопределёнными. Вместо этого было предположено, что возможно они были самцом и самкой одного вида из-за разницы в размерах. Кривой коготь самца трактовался как доказательство того, что птица жила в неволе, и мог также намекать, что изображённый экземпляр идентичен парижскому скелету подвида с острова Кенгуру, который имел деформированный палец на ноге. Юная особь справа, возможно, была нарисована на основе парижского экземпляра примерно пятимесячного чёрного эму, который в свою очередь мог быть особью, умершей на борту корабля «Географ» во время непогоды, и, возможно, чучелом, созданным самим Лесюёром. Птенцы же могли быть просто нарисованы на основе тех же материковых эму, ни один из которых, как известно, не был пойман.

## Вымирание
Точная причина вымирания чёрного эму неизвестна. Вскоре после открытия птицы на остров из-за изобилия морских слонов стали селиться охотники. В интервью Перона с Даниэлом Купером предполагалось, что они, вероятно, стали причиной гибели птицы, охотясь на них и, возможно, пожаров. Перон описал, как специально обученные собаки охотитились на эму; Купер даже утверждал, что сам убил не менее 300 эму. Купер был на острове в течение шести месяцев, предположительно убивая 50 птиц в месяц. Его группа охотников до посещения острова Пероном, состоявшая из одиннадцати человек и его жены, в одиночку, возможно, убили 3600 эму.
Перон утверждал, что охотники потребляли огромное количество мяса, и что их собаки убивали нескольких животных в день. Он также отметил, что такие охотничьи собаки выпускались на острове Кенгуру, и догадывался, что они могли уничтожить всю популяцию кенгуру за несколько лет, однако не придерживался того же мнения по поводу чёрных эму. Лесные пожары также могли сыграть свою роль. Существует вероятность того, что две пойманные птицы, которые умерли во Франции в 1822 году, пережив своих диких собратьев на острове Кинг, и, таким образом, были последними в своём роде. Хотя Перон в 1802 году заявлял, что остров Кинг кишит эму, птицы, возможно, исчезли в дикой природе ещё в 1805 году.
В 1967 году, когда чёрный эму был всё ещё известен только по древним останкам, Джеймс Гринвей задавался вопросом, или птицы могли быть истреблены туземцами и предполагаемыми пожарами, вызванными древними людьми, или за это ответственны молнии. В это время эму из-за чрезмерной охоты находился под угрозой исчезновения, и Гринвей предупреждал, что птица может в конечном итоге разделить участь своих островных родственников, если вовремя не принимать каких-либо мер.